# حسام دقدوق
حسام دقدوق (مواليد 23 يوليو 1998) هو لاعب كرة قدم تونسي يلعب في مركز المدافع في نادي النجم الرياضي الساحلي.

## روابط خارجية
- حسام دقدوق على موقع قاعدة بيانات كرة القدم.إي يو (الإنجليزية)
- حسام دقدوق على موقع Soccerway.com (الإنجليزية)